# 石川舜一郎
石川 舜一郎（いしかわ しゅんいちろう、1991年4月12日 - ）は、千葉県出身の日本のラジオDJ、MC、ナレーターである。プラスプラス所属。

## 人物
中学時代にラジオの面白さを知り、大学卒業とともに東京都内のコミュニティFMでラジオデビューを果たした。
高校時代にはギターに時間を費やしていたという。
ZIP-FMの番組審議会において石川の担当番組が審議された際、番組でのトークについて「落ち着いていて聴きやすい」「リスナーとの電話を通じたコミュニケーションが上手」といった意見が寄せられた。

## 担当番組・出演番組
FMヨコハマ
- 『F.L.A.G.』（DJ）[4]
- 『WE LOVE YOKOHAMA DeNA BAYSTARS 2021』（DJ）[5]

ZIP-FM
- 『SUNDAY ROOKIE』（ミュージック・ナビゲーター）[6]
- 『bestie』（ミュージック・ナビゲーター）[7]